# Jutjat de Primera Instància i Instrucció de Berga
Jutjat de Primera Instància i Instrucció de Berga és una obra de Berga protegida com a Bé Cultural d'Interès Local.

## Descripció
Es tracta d'un edifici de tendència classicista, envoltat per una tanca perimetral d'uns 2 m d'alçada, feta de pedra i ferro forjat. La planta baixa està dedicada a les dependències i oficines judicials i del registre civil. La primera planta, en canvi, es destinada a habitatge. Banda i banda de l'edifici central s'alcen dos cossos més en forma de torre, amb uns finestrals acabats en arcs de mig punt. És interessant la porta principal flanquejada per dos columnes que sostenen una balconada amb balustrada, i els finestrals de la planta baixa, també acabats en arc de mig punt a la façana de migdia. L'interior és decorat en algunes parts amb fusta i ceràmica vidriada.